# Teso District
Teso District war ein Distrikt in der kenianischen Provinz Western. Die Hauptstadt war Malaba. Im Westen grenzte der Distrikt an Uganda. Im Rahmen der Verfassung von 2010 wurden die kenianischen Distrikte aufgelöst. Das Gebiet gehört heute zum Busia County.

## Gliederung
Teso District unterteilte sich in vier Divisionen, die sich in 30 Locations und 82 Sub-Locations unterteilten.
| Divisionen |           |               |
| Division   | Einwohner | Fläche in km² |
| Amagoro    | 036.670   | 091,2         |
| Amukura    | 052.287   | 181,8         |
| Angurai    | 048.648   | 145,6         |
| Chakol     | 059.780   | 139,9         |
| Gesamt     | 197.395   | 558,5         |

## Wirtschaft
Im Jahr 2002 lebten 56 % der Einwohner im Teso District unterhalb der Armutsgrenze und verdienten weniger als einen US-Dollar am Tag. 65 % der Menschen leben von der Landwirtschaft, es wurden hauptsächlich Mais, Bohnen, Hirse, Tabak, Kaffee, Baumwolle und Zuckerrohr angebaut. Im Distrikt fehlte es an Industrie.

## Gesundheitswesen
Im Teso District gab es 13 staatliche Einrichtungen des Gesundheitswesens. Hauptsächlich wurden Malaria, Atemwegsinfektionen und Krankheiten des Verdauungsapparates behandelt. Das Arzt-Patienten-Verhältnis betrug 1:45.372. Die Säuglingssterblichkeit lag bei 7,5 %, den fünften Geburtstag erlebte jedes elfte Kind nicht. Ungefähr jeder vierte Einwohner im Teso District war HIV-positiv oder an Aids erkrankt, der Distrikt hatte damit eine der höchsten HIV-Prävalenzen in Kenia. Die Gründe dafür wurden mit der ständig steigenden Anzahl von Waisenkindern angegeben und dem damit verbundenen Anstieg von Kinderprostitution und Kinderarbeit bei gleichzeitig sinkenden landwirtschaftlichen Erträgen.